# Gronowo Elbląskie (stacja kolejowa)
Gronowo Elbląskie – stacja kolejowa w Gronowie Elbląskim, w województwie warmińsko-mazurskim, w Polsce.

## Ruch pasażerski
| Rok  | Wymiana pasażerska na dobę |
| ---- | -------------------------- |
| 2017 | 300-499                    |
| 2022 | 300-499                    |